# DWARF
DWARF는 널리 사용되는 표준화된 디버깅 자료 형식이다. DWARF는 원래 ELF 파일 형식을 위해 만들어졌지만, 이것은 목적 파일과 독립적이다. 이름은 중세 판타지인 "ELF" 같은 것으로서 공식적인 뜻은 없지만 이후에 배크로님인 'Debugging With Attributed Record Formats'이 제안되었다.

## 역사
DWARF의 첫 버전은 지나친 저장 공간을 사용하였지만 호환 불가능한 다음 버전인 DWARF-2는 자료 크기를 줄이기 위해 다양한 인코딩 기법들을 추가하였다. DWARF는 즉시 범용적으로 받아들여지지 않았다. 예를 들면 썬 마이크로시스템즈가 ELF를 솔라리스의 한 부분으로 채택하였을 때, 그들은 stabs를 계속 사용하기로 하였다. 이것은 "stabs-in-elf"로 삽입되었다. 리눅스도 따라함으로써 DWARF-2는 1990년대 후반까지도 일반적으로 채택되지 않았다.
자유 표준 그룹(Free Standards Group)의 DWARF 워크그룹은 2006년 1월에 DWARF 버전 3을 릴리즈하였다. 이것은 C++ 이름공간과 추가적인 컴파일러 최적화 기법들의 지원을 추가하였다.
DWARF 위원회는 2010년 버전 4를 공개했는데 이것은 개선된 데이터 압축, 최적화된 코드에 대한 더 나은 명세 그리고 C++ 언어의 새로운 특징들에 대한 지원을 제공한다.

## 구조
DWARF는 디버깅 정보 엔트리(DIE)라고 불리는 데이터 구조를 사용하는데 이것은 각각 변수, 타입, 프로시저 등을 나타낸다. DIE는 태그(예를 들면 DW_TAG_variable, DW_TAG_pointer_type, DW_TAG_subprogram)들과 속성(key-value pairs)들을 갖는다. DIE는 내부(자식) DIE들을 갖을 수 있는데 이것은 트리 구조를 형성한다. DIE 속성은 트리 안에서 다른 DIE를 가리킬 수 있다. 예를 들면 변수를 나타내는 DIE는 변수의 타입을 기술하는 DIE를 가리키는 DW_AT_type 엔트리를 가질 것이다.
공간을 절약하기 위해서, 심볼릭 디버거들에서 사용되는 두 큰 테이블들이 간단하고 특별한 목적의 유한 상태 기계를 위한 바이트코드 명령어들로 나타내진다. 코드 위치와 소스 코드 위치를 매핑하는 줄 번호 테이블은 또한 어떤 명령어들이 함수 프롤로그와 에필로그의 부분인지를 명시한다. 콜 프레임 정보 테이블은 디버거들이 콜 스택에서 위치를 찾을 수 있게 한다.

## 더 읽어보기
DWARF 표준 위원회의 의장인 마이클 이거는 디버깅 형식과 DWARF 3을 소개하는, Introduction to the DWARF Debugging Format라는 책을 썼다.

## 같이 보기
- stabs - 심볼 테이블 문자열 디버깅 형식